# Камю, Жан-Ив
Жан-Ив Камю (фр. Jean-Yves Camus; род. 1958, Шатне-Малабри) — французский политолог и ученый, специализирующийся на радикализме и националистических движениях в Европе.

## Биография
Родился в Шатне-Малабри в 1958 году в семье католиков и голлистов.
В 1982 году в «Институте политических исследований» получил ученую степень магистра перспективных исследований в области истории и современной истории.
С 2006 года в качестве научного сотрудника работает в «Институте международных и стратегических отношений».
Руководил и участвовал в нескольких коллективных работах в рамках Европейского центра исследований и действий по расизму и антисемитизму (CERA) и был экспертом Совета Европы.
В период с 2002 по 2004 год по просьбе Федерального совета Швейцарии участвовал в Национальной исследовательской программе по изучению правого экстремизма.
В 2008 году для «Агентства Европейского Союза по основным правам» провел исследование исламофобии во французской прессе.
С 2014 года является президентом «Обсерватории политического радикализма» (фр. Observatoire des Radicalités politiques) в аналитическом центре «Фонда Жана Жореса».
В феврале 2016 года был избран членом научного совета Межминистерской делегации по борьбе с расизмом и антисемитизмом (DILCRA) под руководством Доминика Шнаппера. Кроме этого является членом группы «Экстремизм и демократия» Европейского консорциума политических исследований (ECPR).

## Работы
- Les Droites nationales et radicales en France, (with René Monzat), Lyon, Presses universitaires de Lyon, 1992 (ISBN 2-7297-0416-7)
- Dir., Les Extrémistes, de l’Atlantique à l’Oural, Éditions de l’Aube, 1996 et 1998
- Le Front national, histoire et analyse, Paris, Éditions Olivier Laurens, 1996 (ISBN 2-911838-01-7)
- L’Extrême droite aujourd’hui, Toulouse, Éditions Milan, " Les essentiels ", 1997 (ISBN 2-84113-496-2)
- Le Front national, Toulouse, Éditions Milan, " Les essentiels ", 1998 (ISBN 2-84113-608-6)
- Dir., Les Extrémismes en Europe, La Tour d’Aigues, éditions de l’Aube, 1998 (ISBN 978-2-87678-441-3)
- Le Monde juif, (with Annie-Paule Derczansky), Toulouse, Éditions Milan, " Les essentiels ", 2001 (ISBN 2-7459-0226-1)
- Extrémismes en France : faut-il en avoir peur ?, Toulouse, Éditions Milan, " Milan actu ", 2006 (ISBN 2-7459-2357-9)
- Les Droites extrêmes en Europe (with Nicolas Lebourg), Paris, Le Seuil, 2015 (English translation : Far-Right Politics in Europe, Cambridge, Harvard University Press, 2017).